# British Independent Film Award

Logo der British Independent Film Awards

Die British Independent Film Awards (BIFA) sind ein 1998 von britischen Filmschaffenden ins Leben gerufener Filmpreis, der es sich zum Ziel gesetzt hat, Leistungen britischer Independent-Produktionen zu würdigen, Talente zu fördern und den britischen Independent-Film einem größeren Publikum bekannt zu machen. Zu den Gründungsmitgliedern gehören unter anderem Produzenten wie Chris Auty, Pippa Cross, Jim Wilson und Norma Heyman.
Regelmäßig verliehen wird der Preis in den für Filmpreise üblichen Kategorien an die jeweils besten Schauspieler, Regisseure, Drehbuchautoren oder Produzenten für deren Leistung in einem Independentfilm des aktuellen Jahres und für Filme, Kurzfilme und Dokumentarfilme aus Großbritannien.
Zusätzlich gibt es in unregelmäßigen Abständen verliehene Sonderpreise und Auszeichnungen für zum Beispiel das Lebenswerk oder einen Spezialpreis der Jury. Ein wichtiger regelmäßiger Sonderpreis ist der Douglas Hickox Award, der jeweils für das beste Erstlingswerk eines Regisseurs vergeben wird.
Zusammen mit dem British Academy Film Award und dem Evening Standard British Film Award gehören die BIFA zu den wichtigsten Filmpreisen in Großbritannien. Nach eigenen Angaben waren die British Independent Film Awards weltweit der erste Filmpreis, der einen Award explizit für Produzenten vergeben hat. Die Auszeichnung Producer of the Year wurde insgesamt vier Mal in den Jahren 1998 bis 2001 verliehen. Seit 2016 wird jährlich ein Breakthrough Producer geehrt.

## Kategorien
British Independent Film Awards

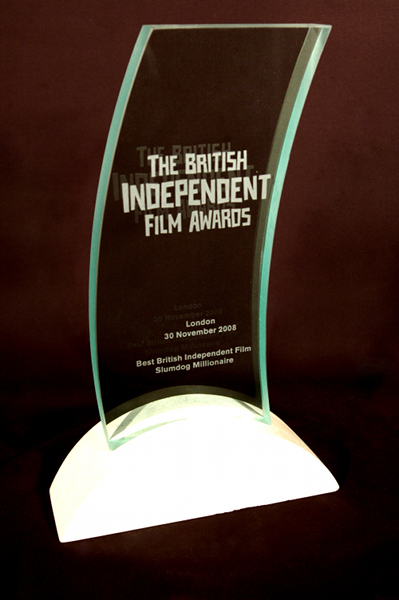
Die BIFA-Trophäe bis 2012

Für eine Nominierung bei den British Independent Film Awards kommen nur Filme in Frage, die in einer öffentlichen Vorstellung vor einem zahlenden Publikum gezeigt wurden. Dies gilt für reguläre Kinovorführungen in Großbritannien und für Vorführungen auf britischen Filmfestivals. Der Film muss von mindestens zwei Studios finanziert worden sein, wobei mehr als die Hälfte der Kosten aus britischen Quellen stammen muss.
Alle eingereichten Filmbeiträge werden zunächst von einem Beirat (Advisory Committee) der BIFA gesichtet und dann der Jury als Vorschläge zur Nominierung vorgelegt.
Die erste BIFA-Trophäe wurde 1998 von dem Bildhauer Aron McCartney entworfen und 2001 von Lindsay Henderson (Art for Glass) überarbeitet. Sie wurde bis zur 15. Verleihung (2012) überreicht. Seit 2013 wird eine vom Studio Fredrikson Stallard entworfene und von D. Swarovski produzierte Trophäe übergeben.
Douglas Hickox Award
Der Douglas Hickox Award wird jährlich für den besten Debütfilm eines Regisseurs vergeben. Das Preisgeld beträgt 500 britische Pfund.
Spezialpreis der Jury
Der Spezialpreis der Jury (offiziell: The FilmFour Special Jury Prize) wird jährlich einem Produzenten verliehen, der nach Meinung der Jury außerordentliches Können bei der Produktion eines Filmes gezeigt hat, unabhängig von dessen kommerziellen Erfolg.
Raindance Award
Mit dem Raindance Award soll ein Film geehrt werden, der im Wesentlichen ohne öffentliche oder gewerbliche Unterstützung entstanden ist und dessen Realisierung „allen Widrigkeiten zum Trotz“ die visionäre Energie und künstlerische Integrität des Regisseurs demonstriert.
Richard Harris Award
Der Richard Harris Award wird seit 2002 jährlich für herausragende Leistungen als Schauspieler vergeben. Er wurde in Erinnerung an das Leben und Werk des 2002 verstorbenen irischen Schauspielers Richard Harris ins Leben gerufen.
Lifetime Achievement Award
Der Preis für das Lebenswerk wird in unregelmäßigen Abständen an Personen verliehen, die nach Meinung der Jury in ihrer gesamten Karriere den Geist der unabhängigen Filmkunst (The Spirit of Independent Filmmaking) am besten vertreten haben.
Variety Award
Der Variety Award (Offiziell: Variety UK Entertainment Personality Award) wird seit 2001 jährlich im Rahmen der BIFA-Preisverleihung vergeben. Der Preis wurde gestiftet von dem Branchenblatt der Unterhaltungsindustrie Variety, einem Sponsor der BIFA.

## Preisträger

### Stab
| Jahr | Beste Regie                                                                 | Bestes Drehbuch                                                               | Beste Technik                                                                           | Bester Produzent (1998–2001) Breakthrough Producer (seit 2016) |
| ---- | --------------------------------------------------------------------------- | ----------------------------------------------------------------------------- | --------------------------------------------------------------------------------------- | -------------------------------------------------------------- |
| 1998 | Ken Loach – My Name Is Joe                                                  | Paul Laverty – My Name Is Joe                                                 |                                                                                         | Philippa Braithwaite                                           |
| 1999 | Anand Tucker – Hilary & Jackie                                              | Ayub Khan-Din – East is East                                                  |                                                                                         | Simon Channing-Williams                                        |
| 2000 | Stephen Daldry – Billy Elliot – I Will Dance                                | Lee Hall – Billy Elliot – I Will Dance                                        |                                                                                         | Andrew Eaton                                                   |
| 2001 | Jonathan Glazer – Sexy Beast                                                | David Scinto, Louis Mellis – Sexy Beast                                       | Roman Osin – The Warrior                                                                | Jeremy Thomas                                                  |
| 2002 | Paul Greengrass – Bloody Sunday                                             | Neil Hunter – The Lawless Heart                                               | Alwin H. Küchler – Morvern Callar                                                       |                                                                |
| 2003 | Stephen Frears – Kleine schmutzige Tricks                                   | Steven Knight – Kleine schmutzige Tricks                                      | Peter Christelis – In This World – Aufbruch ins Ungewisse                               |                                                                |
| 2004 | Mike Leigh – Vera Drake                                                     | Simon Pegg, Edgar Wright – Shaun of the Dead                                  | Mike Eley – Sturz ins Leere (Kamera)                                                    |                                                                |
| 2005 | Neil Marshall – The Descent – Abgrund des Grauens                           | Frank Cottrell Boyce – Millions                                               | Jon Harris – The Descent – Abgrund des Grauens (Schnitt)                                |                                                                |
| 2006 | Kevin Macdonald – Der letzte König von Schottland – In den Fängen der Macht | Peter Morgan – Die Queen                                                      | Anthony Dod Mantle – Der letzte König von Schottland – In den Fängen der Macht (Kamera) |                                                                |
| 2007 | Anton Corbijn – Control                                                     | Patrick Marber – Tagebuch eines Skandals                                      | Mark Tildesley – Sunshine (Produktionsdesign)                                           |                                                                |
| 2008 | Danny Boyle – Slumdog Millionär                                             | Martin McDonagh – Brügge sehen… und sterben?                                  | Sean Bobbitt – Hunger (Kamera)                                                          |                                                                |
| 2009 | Andrea Arnold – Fish Tank                                                   | Simon Blackwell – Kabinett außer Kontrolle                                    | Greig Fraser – Bright Star (Kamera)                                                     |                                                                |
| 2010 | Gareth Edwards – Monsters                                                   | David Seidler – The King’s Speech                                             | Gareth Edwards – Monsters (Kamera)                                                      |                                                                |
| 2011 | Lynne Ramsay – We Need to Talk About Kevin                                  | Richard Ayoade – Submarine                                                    | Maria Djurkovic – Dame, König, As, Spion (Szenenbild)                                   |                                                                |
| 2012 | Peter Strickland – Berberian Sound Studio                                   | Amy Jump, Alice Lowe, Steve Oram – Sightseers                                 | Joakim Sundström / Stevie Haywood AMPS IPS – Berberian Sound Studio (Sound-Design)      |                                                                |
| 2013 | Sean Ellis – Metro Manila                                                   | Steven Knight – No Turning Back                                               | Amy Hubbard – The Selfish Giant (Casting)                                               |                                                                |
| 2014 | Yann Demange – ’71                                                          | Jon Ronson, Peter Straughan – Frank                                           | Stephen Rennicks – Frank (Filmmusik)                                                    |                                                                |
| 2015 | Alex Garland – Ex Machina                                                   | Alex Garland – Ex Machina                                                     | Andrew Whitehurst – Ex Machina (Visuelle Effekte)                                       |                                                                |
| 2016 | Andrea Arnold – American Honey                                              | Babak Anvari – Under the Shadow                                               | Robbie Ryan – American Honey (Kamera)                                                   | Camille Gatin – The Girl with All the Gifts                    |
| 2017 | Rungano Nyoni – I Am Not a Witch                                            | Alice Birch – Lady Macbeth                                                    |                                                                                         | Emily Morgan – I Am Not a Witch                                |
| 2018 | Giorgos Lanthimos – The Favourite – Intrigen und Irrsinn                    | Deborah Davis, Tony McNamara – The Favourite – Intrigen und Irrsinn           |                                                                                         | Jacqui Davies – Ray & Liz                                      |
| 2019 | Waad al-Kateab, Edward Watts – Für Sama                                     | Armando Iannucci, Simon Blackwell – The Personal History of David Copperfield |                                                                                         | Kate Byers, Linn Waite – Bait                                  |
| 2020 | Remi Weekes – His House                                                     | Florian Zeller, Christopher Hampton – The Father                              |                                                                                         | Irune Gurtubai – Limbo                                         |
| 2021 | Aleem Khan – After Love                                                     | Aleem Khan – After Love                                                       |                                                                                         | Michelle Antoniades – Sweetheart                               |
| 2022 | Charlotte Wells – Aftersun                                                  | Charlotte Wells – Aftersun                                                    |                                                                                         | Nadira Murray – Winners                                        |
| 2023 | Andrew Haigh – All of Us Strangers                                          | Andrew Haigh – All of Us Strangers                                            |                                                                                         | Theo Barrowclough – Georgie (Scrapper)                         |
| 2024 | Rungano Nyoni – On Becoming a Guinea Fowl                                   | Sandhya Suri – Santosh                                                        |                                                                                         | Balthazar De Ganay, James Bowsher – Santosh                    |

Einmalig vergebener Preis
- 2001 Beste Musik: Dave Pearce für South West 9

### Darsteller
| Jahr | Bester Hauptdarsteller (ab 2022 Beste Hauptrolle)           | Beste Hauptdarstellerin (ab 2022 Beste Hauptrolle)           | Beste Nebendarsteller (ab 2022 Beste Nebenrolle)                                                 | Bester Newcomer                                                                    |
| ---- | ----------------------------------------------------------- | ------------------------------------------------------------ | ------------------------------------------------------------------------------------------------ | ---------------------------------------------------------------------------------- |
| 1998 | Ray Winstone für Nil by Mouth                               | Kathy Burke für Nil by Mouth                                 |                                                                                                  | Laila Morse für Nil by Mouth                                                       |
| 1999 | Ian McKellen für Gods and Monsters                          | Emily Watson für Hilary & Jackie                             |                                                                                                  | Lara Belmont für The War Zone                                                      |
| 2000 | Daniel Craig für Some Voices                                | Gillian Anderson für Haus Bellomont                          |                                                                                                  | Justine Wright für Ein Tag im September Jamie Bell für Billy Elliot – I Will Dance |
| 2001 | Ben Kingsley für Sexy Beast                                 | Kate Ashfield für Late Night Shopping                        |                                                                                                  | Ben Whishaw für Mein Bruder Tom                                                    |
| 2002 | James Nesbitt für Bloody Sunday                             | Samantha Morton für Morvern Callar                           |                                                                                                  | Martin Compston für Sweet Sixteen                                                  |
| 2003 | Chiwetel Ejiofor – Kleine schmutzige Tricks                 | Olivia Williams – The Heart of Me                            | Susan Lynch – Desolation – 16 Years of Alcohol                                                   | Harry Eden – Ein Kind von Traurigkeit                                              |
| 2004 | Phil Davis für Vera Drake                                   | Imelda Staunton für Vera Drake                               | Eddie Marsan für Vera Drake                                                                      | Ashley Walters für Bullet Boy                                                      |
| 2005 | Ralph Fiennes für Der ewige Gärtner                         | Rachel Weisz für Der ewige Gärtner                           | Rosamund Pike für The Libertine                                                                  | Emily Barclay für Als das Meer verschwand                                          |
| 2006 | Tony Curran für Red Road                                    | Kate Dickie für Red Road                                     | Leslie Phillips für Venus                                                                        | Thomas Turgoose für This Is England                                                |
| 2007 | Viggo Mortensen für Tödliche Versprechen – Eastern Promises | Judi Dench für Tagebuch eines Skandals                       | Toby Kebbell für Control                                                                         | Sam Riley für Control                                                              |
| 2008 | Michael Fassbender für Hunger                               | Vera Farmiga für Der Junge im gestreiften Pyjama             | Eddie Marsan und Alexis Zegerman für Happy-Go-Lucky                                              | Dev Patel für Slumdog Millionär                                                    |
| 2009 | Tom Hardy für Bronson                                       | Carey Mulligan für An Education                              | John Henshaw für Looking for Eric / Anne-Marie Duff für Nowhere Boy                              | Katie Jarvis für Fish Tank                                                         |
| 2010 | Colin Firth für The King’s Speech                           | Carey Mulligan für Alles, was wir geben mussten              | Geoffrey Rush / Helena Bonham Carter für The King’s Speech                                       | Joanne Froggatt für In Our Name                                                    |
| 2011 | Michael Fassbender für Shame                                | Olivia Colman für Tyrannosaur – Eine Liebesgeschichte        | Michael Smiley für Kill List / Vanessa Redgrave für Coriolanus                                   | Tom Cullen für Weekend                                                             |
| 2012 | Toby Jones für Berberian Sound Studio                       | Andrea Riseborough für Shadow Dancer                         | Rory Kinnear für Broken / Olivia Colman für Hyde Park am Hudson                                  | James Floyd für My Brother the Devil                                               |
| 2013 | James McAvoy für Drecksau                                   | Lindsay Duncan für Le Weekend                                | Ben Mendelsohn für Mauern der Gewalt / Imogen Poots for The Look of Love                         | Chloe Pirrie für Shell                                                             |
| 2014 | Brendan Gleeson für Am Sonntag bist du tot                  | Gugu Mbatha-Raw für Belle                                    | Andrew Scott / Imelda Staunton für Pride                                                         | Sameena Jabeen Ahmed für Catch Me Daddy                                            |
| 2015 | Tom Hardy für Legend                                        | Saoirse Ronan für Brooklyn – Eine Liebe zwischen zwei Welten | Brendan Gleeson für Suffragette – Taten statt Worte / Olivia Colman für The Lobster              | Abigail Hardingham für Nina Forever                                                |
| 2016 | Dave Johns für Ich, Daniel Blake                            | Sasha Lane für American Honey                                | Brett Goldstein für Adult Life Skills / Avin Manshadi für Under the Shadow                       | Hayley Squires für Ich, Daniel Blake                                               |
| 2017 | Josh O’Connor für God’s Own Country                         | Florence Pugh für Lady Macbeth                               | Simon Russell Beale für The Death of Stalin / Patricia Clarkson für The Party                    | Naomi Ackie für Lady Macbeth                                                       |
| 2018 | Joe Cole für A Prayer Before Dawn – Das letzte Gebet        | Olivia Colman für The Favourite – Intrigen und Irrsinn       | Alessandro Nivola für Ungehorsam / Rachel Weisz für The Favourite – Intrigen und Irrsinn         | Jessie Buckley für Beast                                                           |
| 2019 | Josh O’Connor für Only You                                  | Renée Zellweger für Judy                                     | Hugh Laurie für The Personal History of David Copperfield / Ruthxjiah Bellenea für The Last Tree | Sam Adewunmi für The Last Tree                                                     |
| 2020 | Anthony Hopkins für The Father                              | Wunmi Mosaku für His House                                   | D’Angelou Osei Kissiedu / Kosar Ali für Rocks                                                    | Kosar Ali für Rocks                                                                |
| 2021 | Adeel Akhtar für Ali & Ava                                  | Joanna Scanlan für After Love                                | Talid Ariss für After Love / Vinette Robinson für Yes, Chef!                                     | Lauryn Ajufo für Yes, Chef!                                                        |
| 2022 | Rosy McEwen für Blue Jean                                   | Rosy McEwen für Blue Jean                                    | Kerrie Hayes für Blue Jean                                                                       | Safia Oakley-Green für The Origin                                                  |
| 2023 | Mia McKenna-Bruce für How to Have Sex                       | Mia McKenna-Bruce für How to Have Sex                        | Paul Mescal für All of Us Strangers / Shaun Thomas für How to Have Sex                           | Vivian Oparah für Rye Lane                                                         |
| 2024 | Marianne Jean-Baptiste für Hard Truths                      | Marianne Jean-Baptiste für Hard Truths                       | Franz Rogowski für Bird                                                                          | Susan Chardy für On Becoming a Guinea Fowl                                         |

### Filme
| Jahr | Bester britischer Independentfilm    | Bester ausländischer Independentfilm                | Bester Kurzfilm   | Beste Dokumentation                                     | Beste Produktion                       |
| ---- | ------------------------------------ | --------------------------------------------------- | ----------------- | ------------------------------------------------------- | -------------------------------------- |
| 1998 | My Name Is Joe                       | Boogie Nights / Lügen der Liebe                     |                   |                                                         | Bube, Dame, König, grAS                |
| 1999 | Wonderland                           | Happiness / Alles über meine Mutter                 |                   |                                                         | Human Traffic                          |
| 2000 | Billy Elliot – I Will Dance          | Eine wahre Geschichte – The Straight Story / Kadosh |                   |                                                         | One Life Stand                         |
| 2001 | Sexy Beast                           | Memento / In the Mood for Love                      |                   |                                                         | Gas Attack                             |
| 2002 | Sweet Sixteen                        | Lantana / Monsoon Wedding                           |                   |                                                         | 24 Hour Party People                   |
| 2003 | Kleine schmutzige Tricks             | City of God                                         | Dad’s Dead        | Bodysong                                                | In This World – Aufbruch ins Ungewisse |
| 2004 | Vera Drake                           | Oldboy                                              | School of Life    | Sturz ins Leere                                         | Vera Drake                             |
| 2005 | Der ewige Gärtner                    | Der Untergang                                       | Six Shooter       | The Liberace of Baghdad                                 | Gypo                                   |
| 2006 | This Is England                      | Caché                                               | Cubs              | The Road to Guantanamo                                  | London to Brighton                     |
| 2007 | Control                              | Das Leben der Anderen                               | Dog Altogether    | Joe Strummer: The Future Is Unwritten                   | Black Gold                             |
| 2008 | Slumdog Millionär                    | Waltz with Bashir                                   | Soft              | Man on Wire                                             | The Escapist – Raus aus der Hölle      |
| 2009 | Moon                                 | So finster die Nacht                                | Love You More     | Mugabe and The White African                            | Bunny and the Bull                     |
| 2010 | The King’s Speech                    | Ein Prophet                                         | Baby              | Enemies of the People                                   | Monsters                               |
| 2011 | Tyrannosaur – Eine Liebesgeschichte  | Nader und Simin – Eine Trennung                     | Chalk             | Senna                                                   | Weekend                                |
| 2012 | Broken                               | Die Jagd                                            | Volume            | Der Blender – The Imposter                              | Berberian Sound Studio                 |
| 2013 | Metro Manila                         | Blau ist eine warme Farbe                           | Z1                | Pussy Riot: A Punk Prayer                               | Metro Manila                           |
| 2014 | Pride                                | Boyhood                                             | The Kármán Line   | Next Goal Wins – Das Spiel ihres Lebens                 | The Goob                               |
| 2015 | Ex Machina                           | Room                                                | Edmond            | Dark Horse: The Incredible True Story of Dream Alliance | Kajaki: The True Story                 |
| 2016 | American Honey                       | Moonlight                                           | Jacked            | Notes on Blindness                                      |                                        |
| 2017 | God’s Own Country                    | Get Out                                             | Fish Story        | Almost Heaven                                           |                                        |
| 2018 | The Favourite – Intrigen und Irrsinn | Roma                                                | The Big Day       | Evelyn                                                  |                                        |
| 2019 | Für Sama                             | Parasite                                            | Anna              | Für Sama                                                |                                        |
| 2020 | Rocks                                | Nomadland                                           | The Long Goodbye  | The Reason I Jump                                       |                                        |
| 2021 | After Love                           | Flee                                                | Femme             | Poly Styrene: I Am a Cliché                             |                                        |
| 2022 | Aftersun                             | Der schlimmste Mensch der Welt                      | Too Rough         | Nothing Compares                                        |                                        |
| 2023 | All of Us Strangers                  | Anatomie eines Falls                                | Festival of Slaps | If the Streets Were on Fire                             |                                        |
| 2024 | Kneecap                              | Anora                                               | Witches           | Wander to Wonder                                        |                                        |

### Sonderpreise
| Jahr | Lebenswerk      | Spezialpreis der Jury                                    | The Douglas Hickox Award                              | The Richard Harris Award | The Variety Award    | The Raindance Award                                                    |
| ---- | --------------- | -------------------------------------------------------- | ----------------------------------------------------- | ------------------------ | -------------------- | ---------------------------------------------------------------------- |
| 1998 | Ken Loach       | Nik Powell                                               | Shane Meadows für Twentyfour Seven                    |                          |                      |                                                                        |
| 1999 | Nicolas Roeg    | Simon Perry                                              | Lynne Ramsay für Ratcatcher                           |                          |                      |                                                                        |
| 2000 | Colin Young     | Mike Figgis                                              | Kevin Macdonald für Ein Tag im September              |                          |                      |                                                                        |
| 2001 | Chris Menges    | Bob Weinstein und Harvey Weinstein                       | Asif Kapadia für The Warrior                          |                          | Richard Curtis       |                                                                        |
| 2002 | George Harrison | Brian Tufano                                             | Christian Taylor und Lindy Heymann für Showboy        | Richard Harris           | Ewan McGregor        |                                                                        |
| 2003 |                 | Jeremy Thomas                                            | Richard Jobson für Desolation – 16 Years of Alcohol   | John Hurt                | Ian McKellen         |                                                                        |
| 2004 |                 | Norma Heyman                                             | John Crowley für Intermission                         | Bob Hoskins              | Joanne K. Rowling    | The Barn                                                               |
| 2005 |                 | Sandy Lieberson                                          | Annie Griffin für Festival                            | Tilda Swinton            | Keira Knightley      | Evil Aliens                                                            |
| 2006 |                 | Ken Loach                                                | Menhaj Huda für Kidulthood                            | Jim Broadbent            | Helen Mirren         | The Ballad Of AJ Weberman                                              |
| 2007 |                 | Andi Engel, Pamela Engel, Robert Beeson (Artificial Eye) | Anton Corbijn für Control                             | Ray Winstone             | Daniel Craig         | The Inheritance                                                        |
| 2008 |                 | Joe Dunton                                               | Steve McQueen für Hunger                              | David Thewlis            | Michael Sheen        | Zebra Crossings                                                        |
| 2009 |                 | Baz Bamigboye                                            | Duncan Jones für Moon                                 | Daniel Day-Lewis         | Michael Caine        | Down Terrace                                                           |
| 2010 |                 | Jenne Casarotto                                          | Clio Barnard für The Arbor                            | Helena Bonham Carter     | Liam Neeson          | Son of Babylon                                                         |
| 2011 |                 | Graham Easton                                            | Paddy Considine für Tyrannosaur                       | Ralph Fiennes            | Kenneth Branagh      | Leaving Baghdad                                                        |
| 2012 |                 | Sandra Hebron                                            | Bart Layton für Der Blender – The Imposter            | Michael Gambon           | Jude Law             | Strings                                                                |
| 2013 |                 | Sixteen Film „Team Loach“                                | Paul Wright für For Those in Peril                    | Julie Walters            | Paul Greengrass      | The Machine                                                            |
| 2014 |                 | John Boorman                                             | Iain Forsyth u. Jane Pollard für 20.000 Days on Earth | Emma Thompson            | Benedict Cumberbatch | Luna                                                                   |
| 2015 |                 | Chris Collins                                            | Stephen Fingleton für The Survivalist                 | Chiwetel Ejiofor         | Kate Winslet         | Orion: The Man Who Would Be King                                       |
| 2016 |                 | Clare Binns                                              | Babak Anvari für Under the Shadow                     | Alison Steadman          | Naomie Harris        | The Greasy Strangler                                                   |
| 2017 |                 | Femi Oguns                                               | Rungano Nyoni für I Am Not a Witch                    | Vanessa Redgrave         | Gary Oldman          | In Another Life                                                        |
| 2018 |                 | Horace Ové                                               | Richard Billingham für Ray & Liz                      | Judi Dench               | Felicity Jones       | Voyageuse                                                              |
| 2019 |                 | Amanda Nevill                                            | Harry Wootliff für Only You                           | Kristin Scott Thomas     |                      | Children of the Snow Land                                              |
| 2020 |                 |                                                          | Rose Glass für Saint Maud                             |                          |                      | Perfect 10                                                             |
| 2021 |                 |                                                          | Aleem Khan für After Love                             | Riz Ahmed                |                      | Poly Styrene: I Am A Cliché                                            |
| 2022 |                 |                                                          | Charlotte Wells für Aftersun                          | Samantha Morton          |                      | Hassan Nazer, Nadira Murray, Paul Welsh – Winners                      |
| 2023 |                 |                                                          | Savanah Leaf für Earth Mama                           | Stephen Graham           |                      | Alice Russell, Gannesh Rajah - If the Streets Were on Fire             |
| 2024 |                 |                                                          | Christopher Andrews für Bring Them Down               | Sophie Okonedo           |                      | Grand Theft Hamlet – Sam Crane, Pinny Grylls, Rebecca Wolff, Julia Ton |

Einmalig vergebene Sonderpreise
- 2002 Preis für die beste Vertriebsleistung an Christie Malrys blutige Buchführung (Christie Malry's Own Double-Entry)
- 2003 British Airways Bursary an Lenka Clayton
- 2006 Best British 15 Second Short für What's the Point?